# Katedrální kapitula u sv. Štěpána v Litoměřicích
Katedrální kapitula u sv. Štěpána v Litoměřicích byla založena nejprve jako kolegiátní současně se založením tamějšího kostela knížetem Spytihněvem II. v roce 1057, což dokládá tzv. zakládací listina litoměřické kapituly dochovaná v originále ve fondu litoměřické kapituly, deponovaném ve Státním oblastním archivu v Litoměřicích. Jde o nejstarší českou listinu vůbec, do níž byla na počátku 13. století vepsána i první česká písemně doložená věta. Prvním proboštem byl Lanc, učený muž původem ze Saska, který je zmiňován v Kosmově kronice v souvislosti s jeho kandidaturou na biskupa.

## Uspořádání kapituly

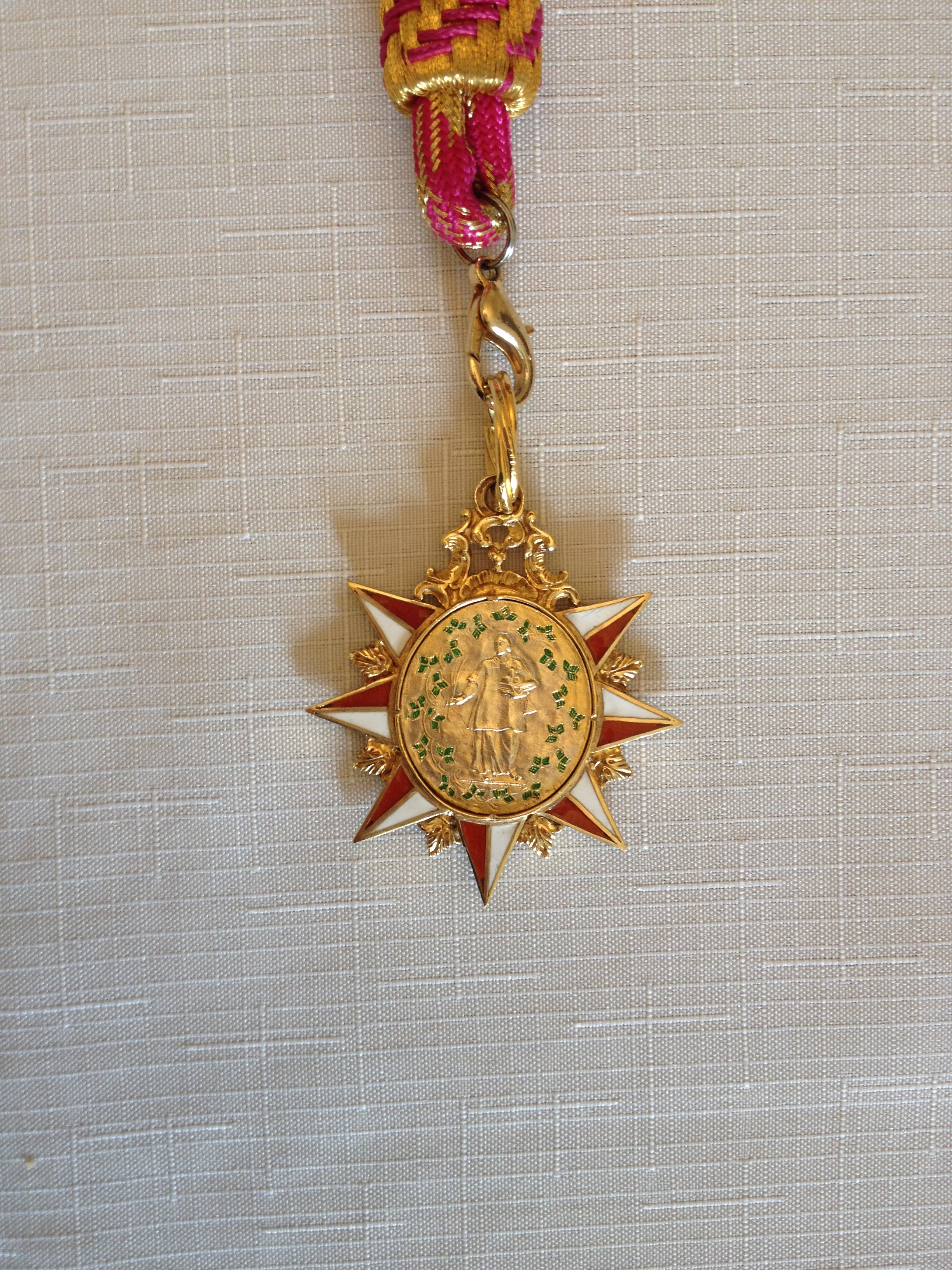
Svatoštěpánské numisma (líc)

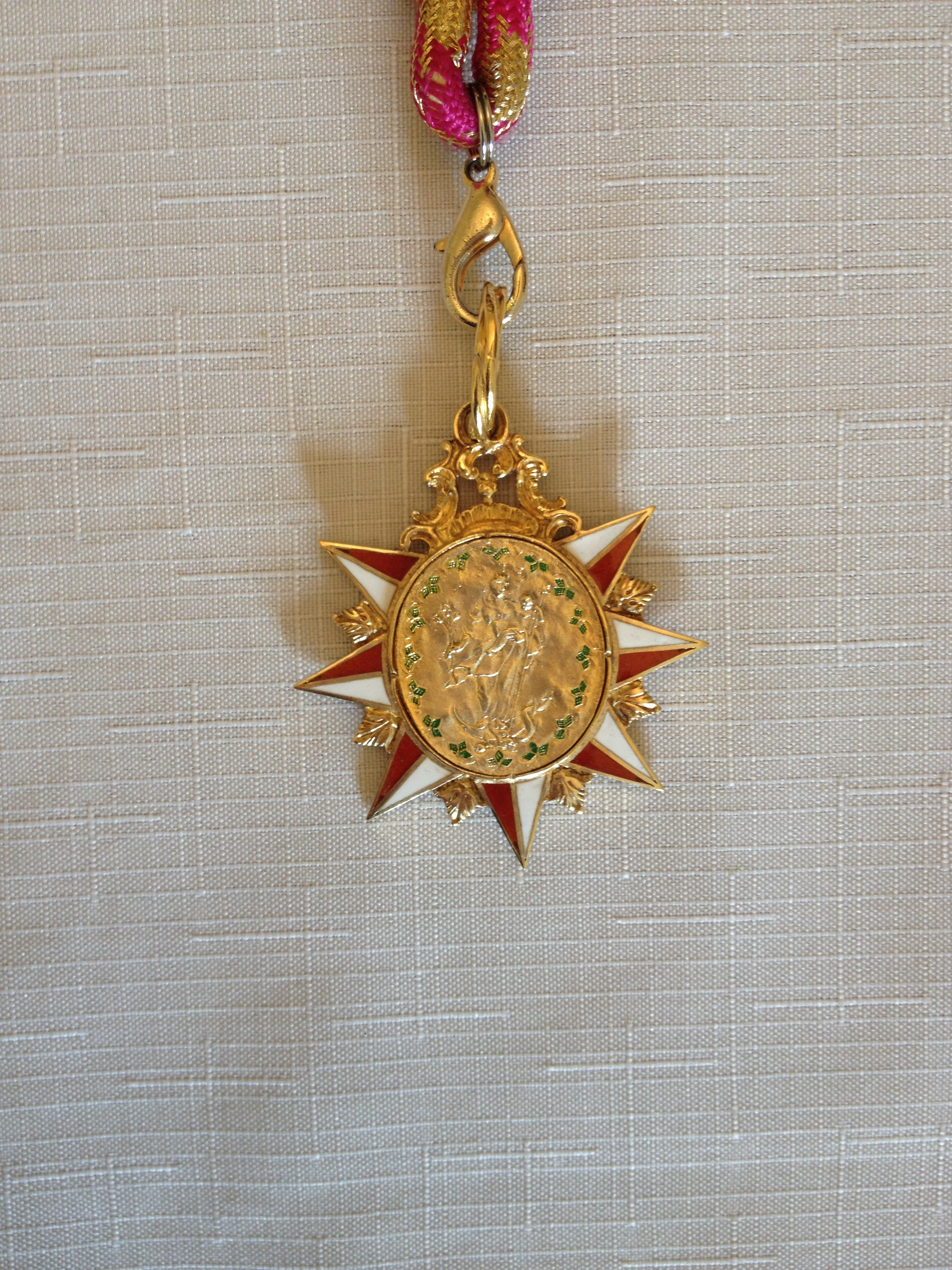
Svatoštěpánské numisma (rub)

Kapitula je tvořena kanovníky (zvanými též kapitulárové). V čele litoměřické kapituly stojí probošt (do 13. století litoměřický probošt používal též titul lat. „abbas canonicus“ – „otec kanovník“ (na rozdíl od představeného řeholního společenství, který se nazýval latinsky „abbas regularis“). Druhou nejvýznamnější osobou v kapitule je děkan. Probošt i děkan užívají titul prelát. Co do postavení z hlediska vnitřního uspořádání kapituly jsou kapitulními dignitami; a to probošt první dignitou a děkan druhou. Děkan je také strážcem kapitulní pečeti. V případě nepřítomnosti dignit je zastupuje služebně nejstarší sídelní kanovník nebo následující kanovníci podle práva precedence neboli určení pořadí podle principu: „Kdo byl dřív, má silnější právo“. Jednotliví sídelní kanovníci (kapitulárové), v nejstarších kapitulních listinách nazývání latinsky „fratres“ – „bratři“, mají kanonikáty. Tyto kanonikáty jsou historickými právními figurami a vznikaly postupně podle doby aktem zřízení.

### Přehled kanonikátů
(řazeno podle doby vzniku kanonikátu)
- probošt litoměřické kapituly – 1. kapitulní dignita. Nejedná se o kanonikát ve vlastním slova smyslu, ale o funkci v kapitule. V letech 1057–1655 existuje ve formě probošta kolegiátní kapituly (52. proboštů); od roku 1907, kdy byla funkce probošta katedrální kapituly obnovena, trvá dodnes
- kanonikát královský (lat. regius) – jediný kanonikát, který zůstal a trvá od založení kapituly v roce 1057
- děkan litoměřické kapituly – 2. kapitulní dignita byla zřízena v roce 1349 za Karla IV.
- kanovník senior (1. kanovník po děkanovi kapituly) – vznikl po roce 1655 při zřízení katedrální kapituly a zániku úřadu probošta. Zanikl v roce 1907 při znovuobnovení kapitulního proboštství
- kanonikát schleinitzovský – zřízený 1. litoměřickým biskupem Maxmiliánem Rudolfem Schleinitzem roce 1671
- kanonikát ceinoviánský, zřízený roku 1680 zásluhou litoměřického měšťana Karla Viléma Šimečka z Cejnova
- kanonikáty königseggovské I. a II., zřízené roku 1717 3. litoměřickým biskupem Hugo Františkem Königseggem-Rottenfelsem
- kanonikát hilleánský (lat. hilleanus), zřízený roku 1902, nesoucí jméno 11. litoměřického biskupa Augustina Bartoloměje Hilleho (1832–1865), který dal ke zřízení tohoto kanonikátu popud
- kanonikáty svatoštěpánské I. a II., zřízené 17. litoměřickým biskupem Štěpánem Trochtou 2. ledna 1951

### Typologie kanovníků
- sídelní (rezidenciální) – s právem hlasovat při zasedání kapituly, volit probošta a s právem sídlit v Litoměřicích poblíž katedrály ve vlastním kapitulním domě. Jejich počet je omezen. Používají insignie – zlatý řetěz, na němž je zavěšeno svatoštěpánské numisma
- emeritní – sídelní kanovníci s věkem nad 75 let, bez aktivního hlasovacího práva, v chóru zaujímají místo za sídelními kanovníky[2]
- čestní – bez volebního a hlasovacího práva, pouze čestný titul, je jich nejvýše 8

### Účel kapituly
Úkolem kanovníků je především slavná liturgie (slavnostní bohoslužba), kterou mají vykonávat v katedrále. Kanovníci se od povýšení na katedrální kapitulu při vzniku litoměřické diecéze v roce 1655 stali nejbližšími spolupracovníky litoměřického biskupa, jemuž pomáhali, obvykle jako vysocí úředníci v rámci biskupské kurie (úřadu biskupství) a při správě diecéze. Bývalo rovněž dost obvyklé, že z původních kanovníků býval vybírán nový litoměřický biskup. Kanovníci se rovněž podíleli na výuce v proslulé katedrální škole, která byla důležitým centrem vzdělanosti v celých severních Čechách.

## Instituty kapituly

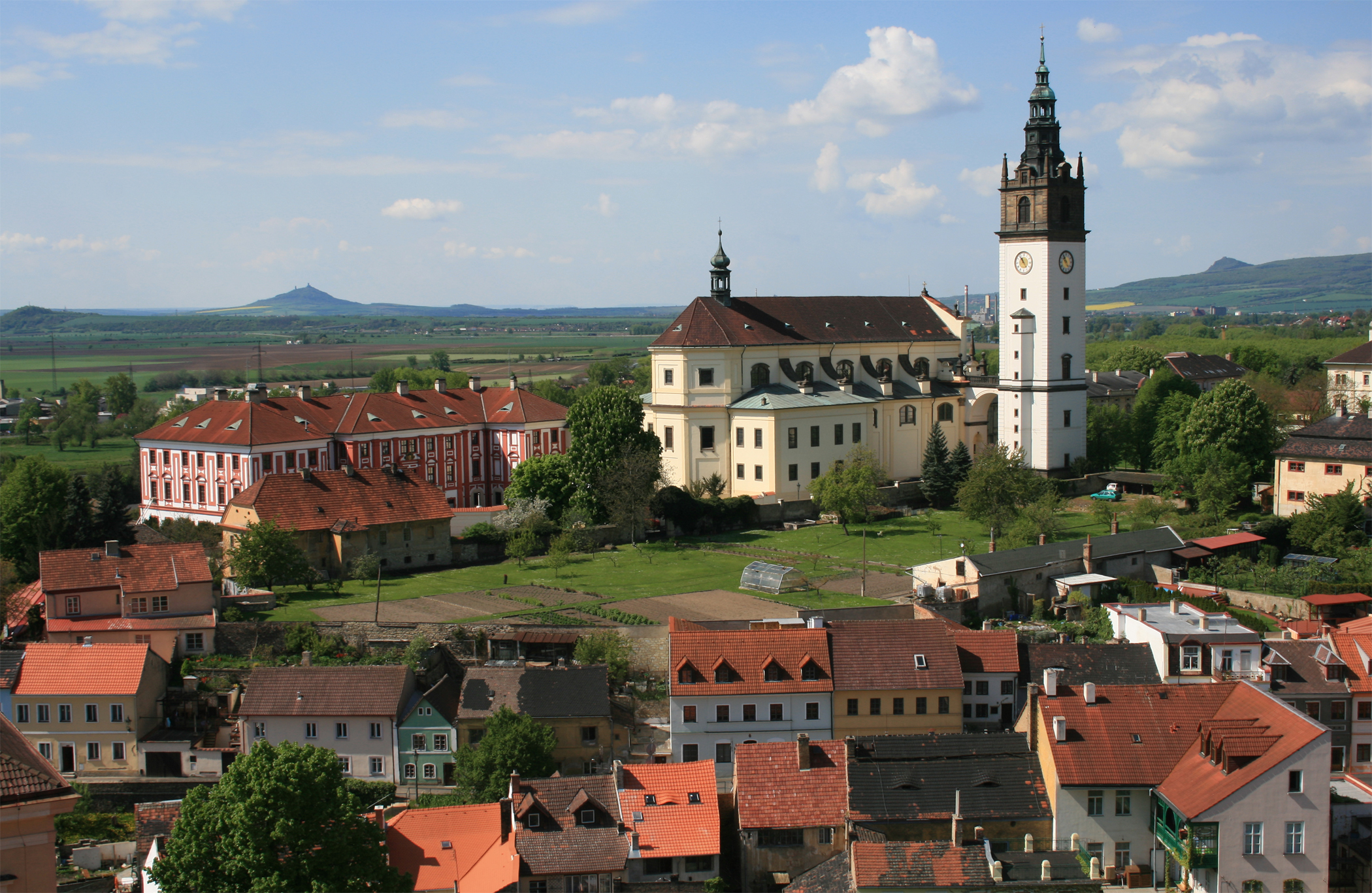
Centrum katedrální kapituly: katedrála svatého Štěpána

### Kapitulní statuta (stanovy)
K podstatným prvkům života kapituly patří kapitulní statuta (stanovy), která určují život jednotlivých kanovníků. Tato statuta prodělala v dějinách mnoho reforem. K významným patří reforma statut z roku 1487 za probošta Jiřího Hallera, vypracovaných administrátorem pražského arcibiskupství Pavlem Poučkem, s doplňky z 9. října 1489. Podle reformovaných statut z roku 1487 byli členy litoměřické kapituly: kapitulní probošt, děkan a pouze dva sídelní kanovníci. V některých letech byl pouze jeden, protože finanční prostředky nestačily pro dva kanovníky. I někteří kandidáti na místa kanovníků neměli kvůli velmi malým příjmům o tyto funkce zájem. Na počátku 21. století byly platné stanovy z 11. dubna 1995. K jejich další revizi došlo 15. listopadu 2013.

### Privilegia
Důležitou součástí funkce kapituly byla privilegia. Tato privilegia litoměřické kolegiátní kapituly jako obnovu a doplněk zakládací listiny litoměřické kapituly potvrdil roku 1218 v Budyni nad Ohří kníže Přemysl Otakar I. Protože privilegií postupně přibývalo, v roce 1530 vydal litoměřickému proboštu král Ferdinand I. listinu v níž potvrdil všechna práva a privilegia kapituly z let 1057, 1218, 1241, 1252, 1373, 1465, 1506. K další konfirmaci práv a privilegií došlo 23. dubna 1571 a za pomoci pražského arcibiskupa Bruse z Mohelnice, kdy se podařilo navíc získat práva nová, např. potvrzení péče o poddané, výše roboty, a zejména práv a povinností poddaných. Bula papeže Klementa VIII. z 15. října 1594 stanovuje pro litoměřické probošty právo při slavnostních bohoslužbách v kostele svém i jiných nosit mitru, berlu, prsten a ostatní pontifikálie, a udělovat lidu biskupské požehnání. Litoměřický biskup Mořic Adolf vévoda Saský (1734–1759) získal v roce 1744 pro kapitulu papežské privilegium používání pontifikálií pro děkana a kanovníka seniora (1. kanovníka katedrály), a velké kapy (latinsky cappa magna – fialový pláštík) pro kanovníky.

### Kapitulní škola
Již od 11. století existovala při kapitule instituce kapitulní škola. Tu měl na starosti kanovník–scholastik s vlastním kanonikátem (scholastikátem). Poprvé je v této funkci v souvislosti s Litoměřicemi zmíněn kanovník Jan v roce 1263. Když byla založena císařem Karlem IV. v roce 1349 druhá katedrální dignita, byla fundace scholastikátu sloučena s částí proboštského majetku pro kanonikát kapitulního děkana.

### Kapitulní knihovna
Ke kapitulní škole patřila i kapitulní knihovna, která byla se školou spojena. Knižní fond litoměřické kapitulní knihovny je zachován dodnes spolu s kapitulním archivem. V současné době, v 21. století, probíhají práce na katalogizaci těchto fondů. Kapitulní knihovna je společně s Pokoncilní knihovnou a historickou Biskupskou Valdštejnskou knihovnou součástí Knihovny biskupství litoměřického.

## Historie
Dějiny kapituly se dělí na dvě období:
- Období původní kolegiátní kapituly v letech 1057–1655
- Období po vzniku litoměřické diecéze, kdy byla povýšena na katedrální kapitulu, tedy od roku 1655 až do současnosti (počátek 21. století)

### Správa a organizace kolegiátní kapituly (11.–14. století)

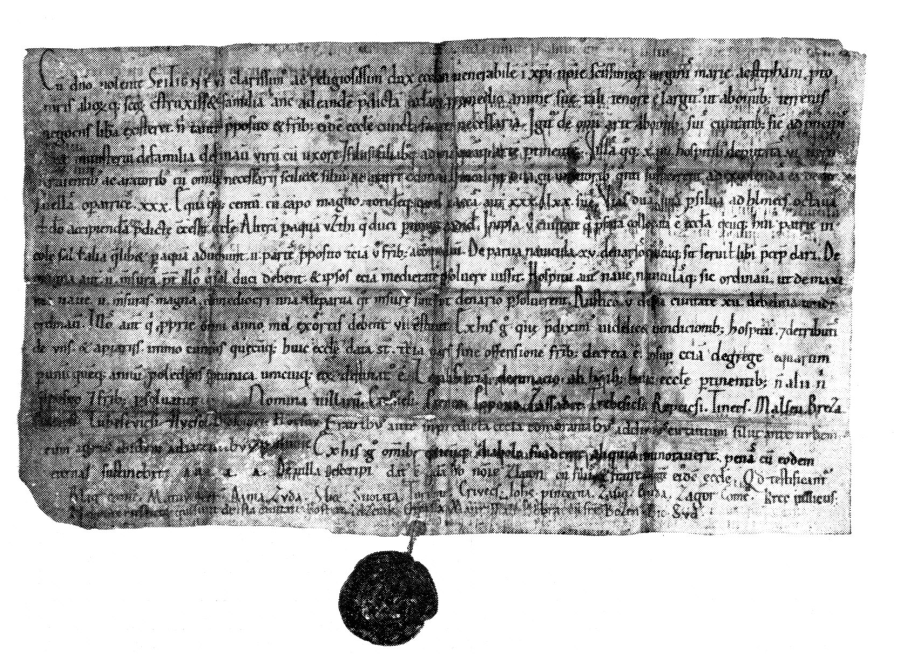
Avers zakládací listiny kapituly sv. Štěpána

Podle prastaré tradice byla v Litoměřicích založena českým knížetem Spytihněvem II. (1055–1061) jedna z nejstarších a nejvýznamnějších kolegiátních kapitul v Čechách. Zakládací listina nebyla pravděpodobně ani vyhotovena. Je však zachován „pamětní záznam o založení a obvěnění kapituly litoměřické“ z let 1057–1058, který dnes nazýváme zjednodušeně Zakládací listina litoměřické kapituly, ve trojí podobě: a) z roku 1057–1058 s dodatky, b) z roku 1218, c) z let 1319–1341. Pamětní záznam a) má dodatky z poslední třetiny 12. a počátku 13. století, s nejstarší zachycenou česky psanou větou vůbec.
Litoměřická kolegiátní kapitula byla velice bohatě nadána. Motivem založení kapituly byla snaha Spytihněva II. dosáhnout koruny královské, k níž právě mělo přispět založení litoměřické kapituly. Patrocinium sv. Štěpána prvomučedníka bylo zvoleno zřejmě proto, že tehdy byl papežem Štěpán IX. (1057–1058)!
Po brzké smrti Štěpána IX. sdělil jeho nástupce Mikuláš II. (1058–1061) knížeti Spytihněvovi II., že dostává pouze právo užívat biskupské čepice (mitry). Stalo se to roku 1059 nebo 1060.
V čele nové kapituly stanul jako probošt roku 1057 učený Lanzo (Lacko, Licka), původem ze Saska, snad příbuzný svatého Benna. Předtím byl Lanzo dvorním kaplanem Spytihněva II., ovládal češtinu a kaplanem zůstal i po jmenování proboštem. Po smrti pražského biskupa Šebíře roku 1067 se Lanzo měl dokonce stát pražským biskupem, ale kníže Vratislav II. (1061–1092) to u tehdejších stavů neprosadil.
Právo jmenovat probošta litoměřické kapituly zůstalo od počátku českému panovníkovi až do doby, kdy nabyl účinnosti Codex iuris canonici z roku 1917. Probošt pečoval o chrám sv. Štěpána, zastupoval kapitulu navenek a staral se i o všechny stavby kapituly. Členové kapituly žili původně společně v jednom kapitulním domě (lat. claustrum) na způsob klášterníků. Chybějí, bohužel, zprávy, kdy byl tento společný kanovnický život nahrazen zřízením samostatných prebend – proboštské a kanovnických, a kdy proboštství vytvořilo samostatnou prebendu (snad v druhé polovině 13. století). Z tohoto nejstaršího období neznáme ani počet kanovníků, který zřejmě nebyl stanoven. Je doložena pouze funkce kanovníka-scholastika, který patrně zastupoval probošty pobývajícího většinu času na pražském dvoře. Tento kanovník dbal o řízení spirituálií (bohoslužby, chórové modlitby, hodinky). Stejně obtížné je přesně sledovat vývoj značného nemovitého majetku kapituly, protože až do první poloviny 14. století je zachováno jen minimum pramenů (emfyteuse na kapitulním majetku k létům 1253, 1269, 1301, 1319). Nevíme ani, zda pro tuto nejstarší dobu vznikla statuta kapituly, ale je možno to předpokládat.

### Kapitulní děkanství a rozkvět (14. století)
Významným předělem byl rok 1349, kdy byla při kapitule zřízena druhá dignita – kapitulní děkanství. Je to zásluha tehdejšího probošta Bohuslava (1347–1358), bratra prvního pražského arcibiskupa Arnošta z Pardubic. Děkanství bylo zřízeno zakládací listinou 21. listopadu 1349. Děkan sídlil trvale v Litoměřicích při katedrále a pečoval o řádné zachovávání předepsaných bohoslužebných úkonů. Český panovník měl i zde, stejně jako u probošta, původně právo jmenovací.
Majetek kapituly se tehdy dále zvětšoval a celá královská doba je dobou velkého rozkvětu. V rejstříku papežských desátků z roku 1384 je uvedeno v Litoměřicích 12 kapitulářů (členů kapituly). Při zřízení děkanství roku 1349 byla pravděpodobně statuta buď reformována, nebo teprve vznikla. Instalaci kapitulárů (kanovníků) vykonával zprvu probošt, ale od zřízení děkana kapituly již kapitulní děkan. Vznikem kapitulního děkanství zanikla kapitulní scholasterie a její prebenda se stala základem majetku kapitulního děkanství. Do husitských válek, zejména v době vlády Karla IV., přibyli nejen noví kanovníci, ale i poloprebendáti (včetně oltářníků) a další kněžstvo pod vedením význačných proboštů a děkanů (Bohuslav z Pardubic, 1437–1358, první děkan Mikuláš Hostislav z Horažďovic, 1349–1360 a další).

### Husitské války a Reformace (15.–16. století)
Husitské války postihly kapitulu ztrátou většiny nemovitého majetku, a tím byl silně omezen výnos prebend a počet kapitulám. Jen díky velkému úsilí tehdejších proboštů, děkanů a přízni okolní katolické šlechty se kapitula udržela i v této době. Ve druhé polovině 15. století se mohly zahájit kroky k restituci rozvráceného církevního majetku kapituly, byť znovu ohrožovaného Jiřím z Poděbrad.
Výrazem nové situace kapituly je listina z 12. ledna 1487, která je nejstarším dochovaným zněním statut kapituly. Tehdejší administrátor pražského arcibiskupství, dr. Pavel Pouček, stanovil i nové rozdělení majetku kapituly jednotlivým prebendám. Vývoj pokračoval i v dalších letech, zvláště za proboštů Jana z Vartenberka (1490–1508) a dr. Jana Žáka (1508–1534) litoměřického rodáka. Výkup a odkazy opět rozmnožily majetek kapituly, který tak chránil její zájmy proti utrakvistickému městu Litoměřicím.
Přesto se kapitule nevyhnuly projevy postupující luterské reformace na straně jedné a předtridentského katolictví na straně druhé. Mezi probošty a děkany nalézáme opět významné osobnosti: dr. Jana Horáka z Milešovky (1542–1551), vynikajícího humanistu, kazatele a polemika, obětavého probošta Marka z Kytlic (1567–1579), děkana Adama Drogera (1584–1608) a děkana Bartoloměje Pěčínského z Pěčína (1559–1573). Na druhé straně se objevily spory mezi probošty a děkany o pravomoc nad poddanými a začaly i odboje poddaných proti církevní vrchnosti.
Za probošta Kašpara z Logau (1551–1562) byla dosavadní statuta opět zreformována především v kompetencích a správě temporálií (světských věcí) kapituly. Probošt dr. Zbyněk Berka z Dubé (1587–1593) byl držitelem 8 kanonikátů, proboštem vyšehradským a pak proboštem olomouckým. Stal se i administrátorem in spiritualibus (ve věcech duchovních) biskupství řezenského (1583). Dne 14. prosince 1592 byl jmenován pražským arcibiskupem a získal si i velké zásluhy při provádění katolické reformace. Byl navržen na funkci kardinála, ale zemřel roku 1606 ještě před publikováním svého jmenování. I jako arcibiskup měl mimořádnou péči o litoměřickou kapitulu. V jeho stopách kráčel jeho nástupce probošt František z Dietrichsteinu (1594–1598), pozdější kardinál a biskup olomoucký (1599–1633), jedna z nejhorlivějších a nejexponovanějších osobností tehdejší doby vůbec. Ještě jako probošt litoměřický získal pro litoměřické probošty privilegium pontifikálií bulou papeže Klimenta VIII. z 15. listopadu 1594.

### Bělohorská doba (17. stol., 1. pol.)

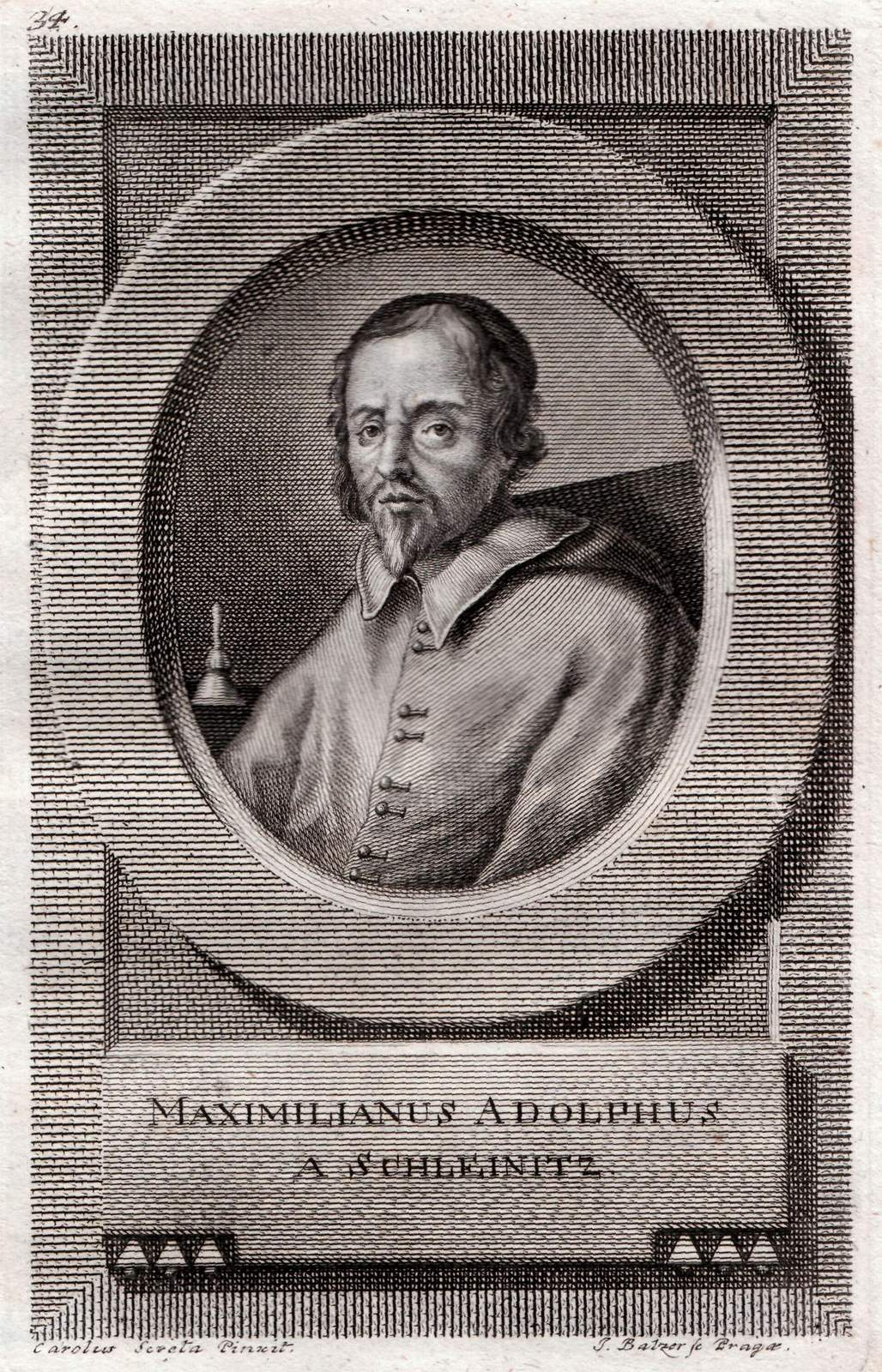
Maxmilián Rudolf svobodný pán von Schleinitz, poslední probošt kolegiátní kapituly (autor rytiny Jan Jiří Balzer)

Za stavovského povstání (1618–1620) byla většina proboštských a děkanských statků konfiskována a prodána vzbouřenými stavy okolní protestantské šlechtě. Po bitvě na Bílé hoře byly sice kapitule zkonfiskované statky vráceny, ale snaha probošta Jana Sixta z Lerchenfelsu (1617–1629) získat další, v minulosti ztracené statky, byla neúspěšná. Pro velkou většinu zničených obcí se hmotná situace kapituly dále zhoršovala i v souvislosti s postupujícími válečnými lety (saský vpád 1631–1632, švédské vpády 1634 a 1639).
Kapitula stěží uživila probošta, děkana a jediného kanovníka, který zůstal a pro nějž se ustálil název královský (regius).
Za probošta Jana Tiburcia Kotvy z Freyfeldu (1626–1637), který sehrál významnou úlohu v katolické reformaci v severních Čechách a s nímž se počítalo pro biskupský stolec, zesílily hlasy, navrhující již předtím Litoměřice za jedno ze sídel nových biskupství v Čechách a počítající s inkorporací proboštství kapituly do nového litoměřického biskupství, včetně statků.
Nástupce Kotvův, Maxmilián Rudolf, svobodný pán ze Šlejnic (1637–1655), přední rádce arcibiskupa pražského, kardinála hraběte Harracha, se stal posledním proboštem litoměřickým na dvě a půl století. Počátky jeho působení v Litoměřicích zastiňovala pokračující válka, spory s děkanem kapituly Rudolfem Roderem z Feldburku a s městem Litoměřice. Kromě jiného o patronát nad městskými kostely.
Jednání o definitivním zřízení litoměřického biskupství brzdila vedle války i zdlouhavá příprava biskupské menzy (koupě panství Stvolínky roku 1647 Propagandou tj. Svatou kongregací pro šíření víry, lat. Sacra congregatio de propaganda fide).

### Zřízení biskupství (17. stol., 2. pol.)

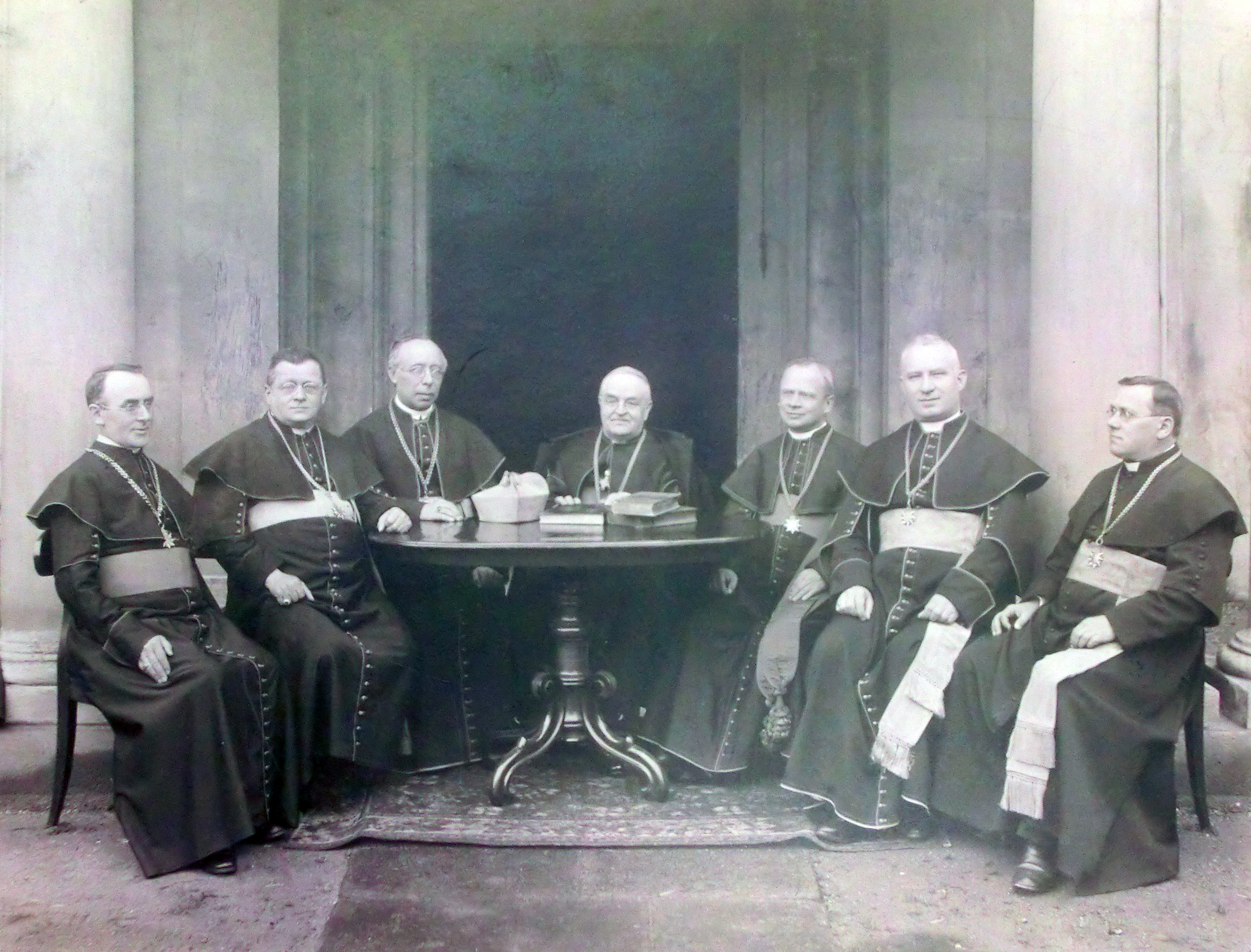
Setkání sídelních kanovníků litoměřické kapituly s biskupem Emanuelem Schöblem (cca 1902). Zleva: Josef Kowař, Gustav Mattauch, Josef Štěrba, biskup Emanuel Schöbel, Raimund Fuchs, Antonín Čech a Václav Sitte.

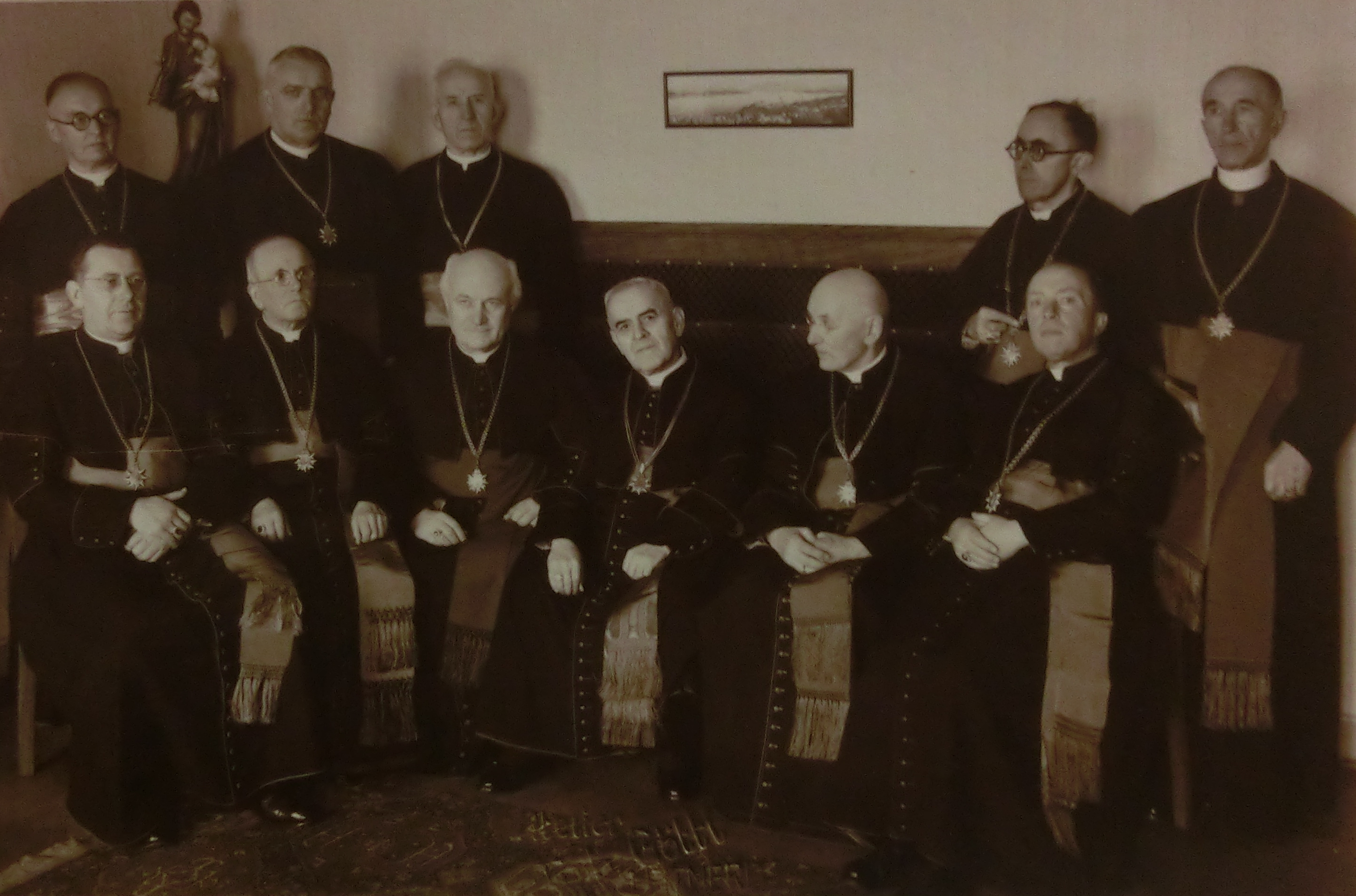
Setkání kanovníků litoměřické kapituly v roce 1940. Stojící zleva: 1. ?, 2. ?, 3. ?, 4. Josef Weißkopf, 5. ?; sedící zleva: 1. ?, 2. ?, 3. Franz Wagner, 4. Franz Xaver Reike, 5. ?, 6. ?.

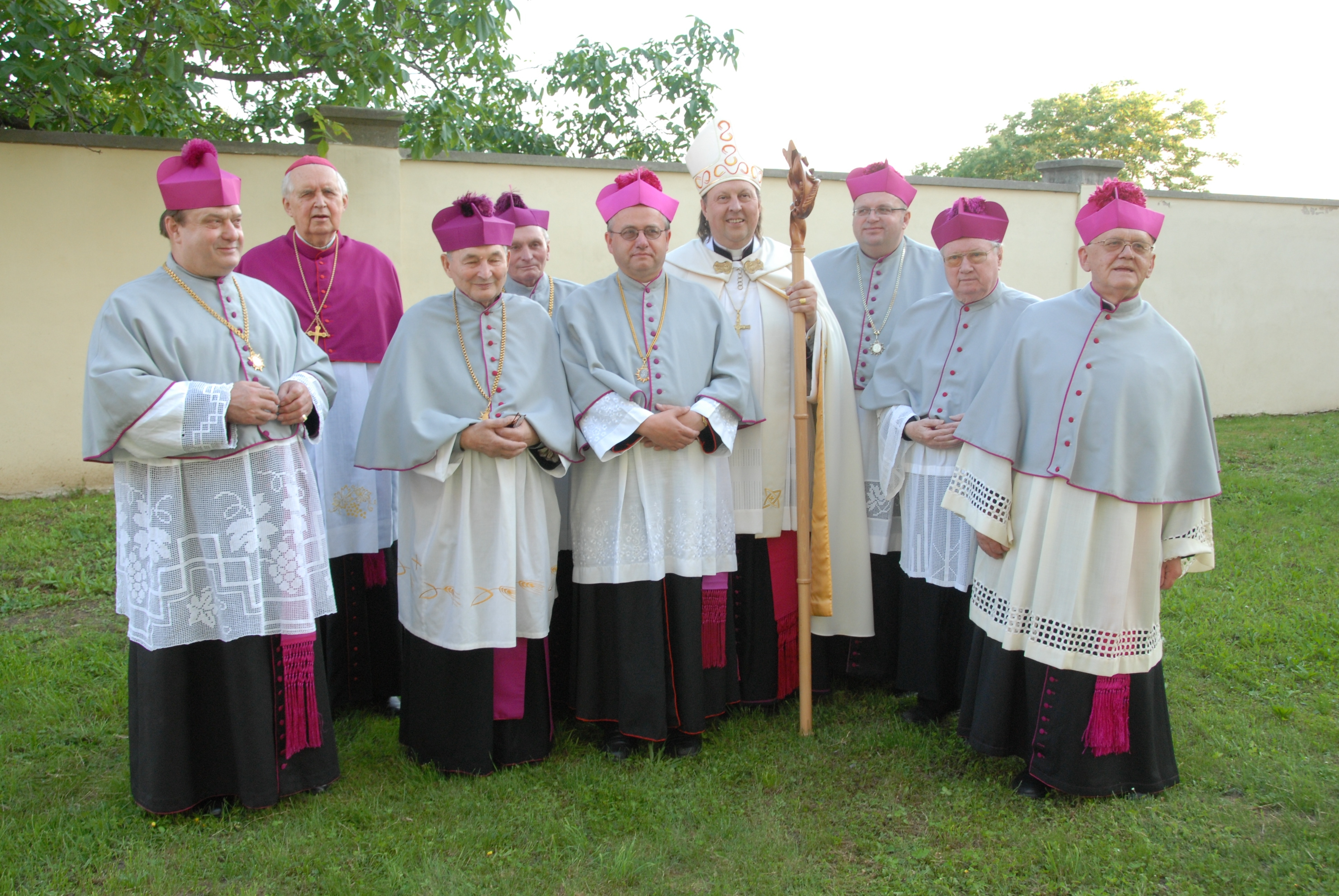
Členové litoměřické katedrální kapituly při oslavách 950. výročí od založení kapituly dne 8. června 2007. Zleva: 1. Alexej Baláž, 2. Josef Koukl (18. litoměřický biskup), 3. Stanislav Bečička, 4. František Opletal, 5. Karel Havelka, 6. Pavel Posád (19. litoměřický biskup), 7. Jiří Hladík, 8. Karl Kindermann a 9. Vladislav Kara.

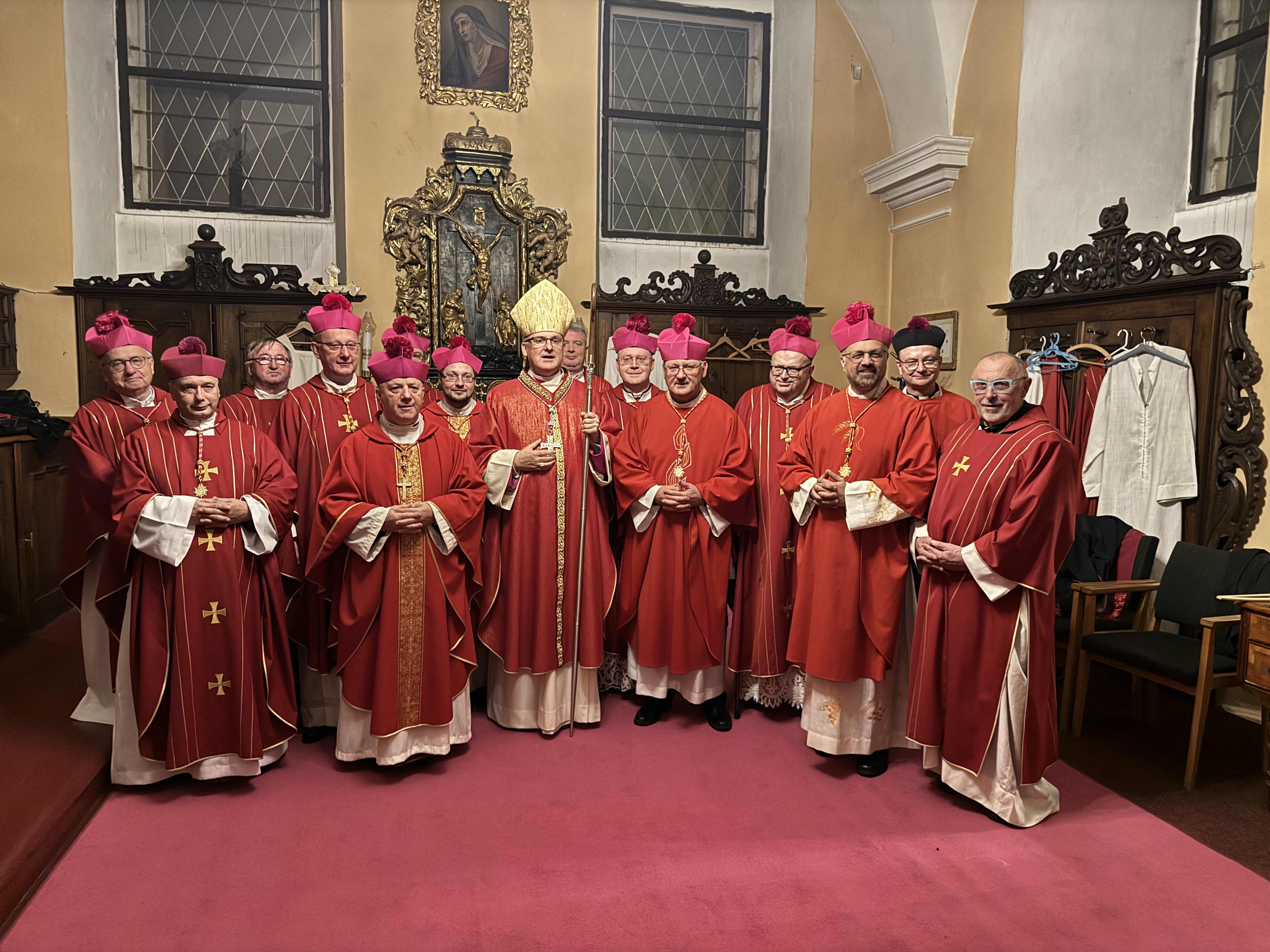
Členové litoměřické katedrální kapituly 28. září 2024 po instalaci čtyř nových kanovníků. Zleva: 1. Karel Havelka, 2. Viliam Matějka, kněz Miroslav Maňásek, 3. Radek Jurnečka, 4. Józef Szeliga, 5. Rudolf Repka, 6. Kamil Škoda. Biskup Stanislav Přibyl, Roman Czudek, 7. Martin Davídek, 8. Śćěpan Delan, 9. Jiří Hladík a 10. Holger Kruschina. Dále jako host kanovník z německé kapituly a trvalý jáhen Luděk Téra.

Zřízením litoměřického biskupství v roce 1655 se stala kapitula litoměřická kapitulou katedrální, čímž jí k původnímu duchovnímu úkolu přibyl také úkol být poradním sborem biskupa a v období biskupských sedisvakancí spravovat diecézi zvoleným kapitulním vikářem podle tridentských zákonů (ses. 24, cap. 16 de ref.).
K tomu ovšem chybělo na počátku Schleinitzova episkopátu (funkčního období) v letech 1655–1676 velmi mnoho: vedle děkana, jímž byl Daniel Hesselius z Cetrinberka, poslední děkan kolegiátní kapituly, měla kapitula pouze jediného špatně zaopatřeného kanovníka královského (D. F. Jaret). Kapitulní majetek byl zbaven bohatých proboštských statků (ves Křešice-Třeboutice), stav děkanských vsí byl velmi špatný, katedrální kostel hrozil zřícením.
Naděje vkládané do rozmnožení kanonikátů při zřizování biskupství se ukázaly liché. Zbýval pouze příslib litoměřického rodáka Karla Viléma Šimečka z Cejnova, ještě z doby kolegiátní kapituly (1647) zřídit a nadat nový kanonikát.
Nevyjasněné poměry ve vztahu mezi biskupem a děkanem kapituly po inkorporaci proboštství vedly za děkana Robina (1662) ke sporu, který byl vyřešen až za Schleinitzova nástupce, biskupa hraběte Jaroslava ze Šternberka.
Biskup, svobodný pán ze Šlejnic, se zavázal k ročním splátkám, z nichž mělo být časem obnoveno kapitulní proboštství. Velké náklady na stavbu katedrály, její vybavení a další potřeby diecéze spolu se zřízením nového kanonikátu (tzv. Schleinitzovský, zakládací listina z 6. května 1671) způsobily, že splátky na proboštství brzy uvázly.
Tak řečené „proboštské peníze“ na obnovu proboštství nestačily ani za Schleinitzova nástupce Jaroslava Ignáce hraběte ze Šternberka (1676–1708), kanovníka pasovské kapituly, ani později. Hrabě ze Šternberka od nástupu v roce 1676 se snažil nově organizovat své poradní orgány. Konzistoři, která za jeho předchůdce nebyla v pravém slova smyslu ustavena, dal pevný řád a asesory, jmenoval kapituláře, rozmnožené o kanovníka schleinitzovského (1677, císařské schválení roku 1678) a cejnoviánského (zakládací listina roku 1680). Děkanem kapituly se stal jeho známý Pasova, děčínský rodák vyrostlý však v Litoměřicích, ThDr. Michael Ernst Beer, jmenovaný zároveň generálním vikářem a oficiálem. Toto spojení hlavní úřadů v diecézi s dignitou děkana kapituly ovlivnilo velmi silně další vývoj.
V roce 1680 byla konečně sestavena nová statuta, v nichž byly stanoveny povinnosti a práva kapitulám, aniž se tam ovšem přesně stanovila – na přání biskupa hraběte ze Šternberka – práva děkana, s ohledem na spory v minulosti. Statuta, jak se zdá, nebyla biskupem ani jeho bezprostředními nástupci potvrzena a nenabyla ani právní platnosti. Slib Maxmiliána Wunibalda Truchseße hraběte z Friedberku a Tauchburgu, majitele panství Poláky, že zřídí další kanonikáty, nebyl realizován. Významné zato bylo, že vznikla řada tzv. thunských nadací (z 22. září 1703) pro katedrální kostel.

### 18. století
Za nástupce hraběte Šternberka, předtím jeho koadjutora a probošta vyšehradské kapituly, Hugona Františka hraběte Königsegga (1711–1720), trpěla diecéze jeho téměř stálou nepřítomností, způsobenou péčí o jeho další prebendy a dvorské úřady u kurfiřta kolínského, které ho vázaly pobytem na Kolín nad Rýnem a Bonn. Diecézi spravoval generální vikář, kapitula nekonala pravidelné sese, nezachovávala předepsané statuty. Přesto se biskup významně zapsal do dějin kapituly zřízením dvou kanonikátů (tzv. Königseggovský I. a II.) dne 1. října 1717, dále pak započetím stavby věze u katedrály – bohužel neukončené.
Za Königseggova nástupce, biskupa Jana Adama hraběte Vratislava z Mitrovic (1722–1733), předtím biskupa hradeckého, vedly neujasněné vztahy mezi biskupem a děkanem znovu ke střetu mezi ním a vznětlivým děkanem Gottfriedem Hofferem z Lobenštejnu, někdy děkanem budyňským a potom městským litoměřickým. S jeho jménem je spojena nadace (1730) pro vikaristu katedrálního kostela, počátek pozdější hoffero-jarschelovské nadace. Pořádek do kapitulních věcí vznášel více další z německých kanovníků – Friedrich Ignaz Reintsch, rodák ze Šluknovska zajímající se i o historii kapituly (series), nakonec Hofferův nástupce v děkanském úřadě (1733). Jeho zásluhou můžeme sledovat kapitulní život podrobněji.
Episkopát Mořice Adolfa vévody Saského (1734–1759), navenek reprezentovaný nádherou pozdně barokního dvora, založeného na stále se množících dluzích, které vedly zákonitě k sekvestraci (ustanovení nucené správy) a kuratelní administraci statků, znamenal pro kapitulu a katedrální kostel vedle ztrát finančních i nové spory s biskupem o výběr a dosazování kanovníků. Biskup protežoval své oblíbence ze svého „hofštátu“ (z něm. Hofstaat). Tragický byl příchod Johana Wilhelma von Horsta, sice už kanovníka kapituly v Lutychu a v Kolíně nad Rýnem, ale více světského dvořana než kněze, který nejenže nevykonával povinnosti, plynoucí z jeho prebendy II. königseggovského kanonikátu, ale svým zhoubným vlivem na biskupa přivedl jeho finance k úplnému zhroucení. Zásah císařovny spolu s úsilím děkana kapituly Wenzela Regnera, německého rodáka z Kličína, přinuceného k rezignaci na generální vikariát a oficialát, zabránily sice nejhoršímu, ale teprve potom, co byl von Horst odhalen jako pruský špión a vypovězen z císařských zemí. K dobrým počinům biskupovým patří získání papežského privilegia pontifikálií pro děkana a kanovníka seniora, a velké kapy pro kanovníky (1744).
Ustálení poměrů v kapitule i v diecézi přinesl až příchod jeho nástupce Emanuela Arnesta hraběte z Valdštejna, dosud světícího biskupa pražského (1760–1789). Významným pomocníkem mu byl Vavřinec Slavík († 1794), jeho sekretář a brzy i kanovník. Pod vedením Regnerova nástupce v úřadě děkanském, J. J. Jarschela, syna stvolínského biskupského purkrabí, bylo možno přikročit k stabilizaci kanonikátů (příspěvek ke kongruji) a k reformě status. Po delším jednání byl vzat za základ elaborát kanovníka Slavíka a roku 1772 byla statuta potvrzena biskupem. V roce 1775 se stal Slavík Jarschelovým nástupcem a stál v čele kapituly i v době panování císaře Josefa II., nepřejícího ani kapitulám. Za jeho působení byla uvedena v život nadace hoffersko-jarschelovská, jejíž prebendát se stal po zániku úřadu kapitulního sekretáře výkonným úředníkem kapitulní spisovny a archivu. Biskup Ferdinand Kindermann von Schulstein (1790–1801), předtím probošt vyšehradské kapituly a josefínský organizátor nižšího školství, se zajímal o kapitulní statuta ve snaze uvést je v soulad se státními církevními předpisy (1794). V čele kapituly stál josefínsky zaměřený Josef František Hurdálek, někdejší rektor generálního semináře a pozdější litoměřický biskup (1815–1823).

### 19. století
Na počátku 19. století za biskupa Václava Leopolda Chlumčanského (1802–1815) se v roce 1807 uskutečnila reforma nadací, při níž byly pořízeny obnovené nadační listiny. Státní bankrot z roku 1811 snížil beztak nevelké příjmy kapitulářů. Teprve za biskupa Vincence Eduarda Mildeho (1823–1832), nástupce rezignovavšího biskupa Hurdálka, povolil roku 1824 císař František I. doplnění kongrují z náboženského fondu na tisíc zlatých ročně pro každého z kanovníků.
Významný byl v té době téměř současný příchod dosavadního městského děkana mladoboleslavského, českého obrozence Václava Káry, největší postavy v litoměřické kapitule v 19. století, na královský kanonikát (1824) a povýšení Augustina Bartoloměje Hilleho (1832–1865), pozdějšího litoměřického biskupa a jedné z největších postav v dějinách litoměřické diecéze, na rektora obnoveného biskupského semináře, zbaveného vlivu bolzanistů (Michal Josef Fessl) z hurdálkovského období.
Oběma vděčí kapitula za nová statuta, která vznikla po delším jednání v kapitule a ještě větším úsilí o jejich potvrzení císařem Ferdinandem V. Statuta vycházejí ze změn, jež přinesla doba, již přesně vymezují práva děkana kapituly a kanovníka seniora, jehož pozice postupně sílila s tím, jak se ukazovala nereálnost úvah o restituci proboštství.
V té době se ustálil i počet čestných kanovníků, doložených již od 17. století, i když jejich series pro starší dobu nelze rovněž beze zbytku určit, na šesti, vybíraných ze zasloužilých kněží diecéze (přes výjimky ovlivněné Vídní). V roce 1834 rozhodl císař, že sám bude z tohoto počtu jmenovat dva, další bude jmenovat biskup a zbývající dva bude volit kapitula.
Biskup Hille věnoval kapitule velkou pozornost, neboť v ní chtěl mít skutečný poradní sbor vedle konzistoře, v níž měli ovšem hlavní slovo právě kapituláři jako konzistorní asesoři, vyřizující i tam většinu stoupající agendy. Ke konci jeho episkopátu zintenzivněly snahy o zřízení dalšího kanonikátu, jdoucí ruku v ruce s novými pokusy obnovit proboštství.
Za biskupa Augustina Pavla Vahaly (1866–1877) byl konečně splněn dávný požadavek tridentského koncilu – v letech 1868–1869 zřídil hodnost kanovníka-teologa (Sněm tridentský, ses. 5, cap. I de ref) a kanovníka-penitenciáře (Sněm tridentský, ses. 24, cap. 8 de ref) tím, že je pro nedostatek prostředků spojil s již existujícími kanonikáty. Prvním kanovníkem-teologem se stal ThDr. Jan Řehák, kanovník senior a kanovník šlejnicovský, prvním kanovníkem-penitenciářem se stal ThDr. Alois Hille, kanovník königseggovský II.

### 20. století a současnost
Počátkem 20. století byl za episkopátu biskupa Emanuela Jana Schoebela (1882–1909) zřízen konečně nejprve v roce 1902 další kapitulní kanonikát – nazvaný po svém duchovním původci hilleovský. Jeho prvním prebendátorem se stal Msgre. Josef Kovář. V roce 1907 následovalo pak po 250 letech obnovení kapitulního proboštství. První držitel, cejnoviánský kanovník Josef Štěrba, roudnický rodák, podržel i nadále svůj kanonikát.
Chystanou nutnou změnu stanov předešlo vyhlášení nového církevního zákoníku (Kodex kanonického práva) v roce 1917, v jehož duchu vznikla nová verze kapitulních stanov (1923). Neshody mezi církví a nově vzniklou Československou republikou se projevily v kapitulních záležitostech nejistotou při obsazování dignit i kanonikátů, včetně čestných, jež definitivně nevyřešil ani modus vivendi z 2. února 1928.
Další potíže způsobilo odtržení pohraničních oblastí ČSR po mnichovské smlouvě, jíž se většina území litoměřické diecéze stala součástí německé říše. Politicky byla podmíněna i rezignace děkana kapituly (generální vikáře a oficiála) ThDr. Adolfa Šelbického, který zanedlouho rezignoval i na funkci generálního vikáře pro českou část litoměřické diecéze.
V roce 1942 byla konečně znovu projednána kapitulní statuta, pořízená již ve 20. letech podle nového církevního zákoníka a na sesi kapituly dne 29. června 1942 byla kapitulou schválena a 1. ledna 1943 potvrzena také biskupem Weberem.
Po druhé světové válce musela v souvislosti s odsunem německého obyvatelstva z ČSR odejít do Německa i téměř celá kapitula. Zůstal zde jediný český kanovník (P. Antonín Výtvar). Protože litoměřická katedrální kapitula nebyla schopna se usnášet, nebo k takovému aktu je zapotřebí nejméně 3 členů, rozhodl se 17. litoměřický biskup Štěpán Trochta, a dostal k tomu i potřebný souhlas (can. 391–422 CIC), zřídit dva nové sídelní kanonikáty – I. a II. svatoštěpánský. Rozhodnutí vstoupilo v platnost 2. ledna 1951, přičemž byla respektována i statuta litoměřické katedrální kapituly z 1. ledna 1943 s podmínkou, že její členové budou státní občané ČSR.
V období komunistické totality byly kanonikáty obsazovány kněžími, kteří byli víceméně loajální k režimu nebo s ním přímo spolupracovali, čímž se podíleli de facto na pronásledování církve. Nový rozkvět kapituly nastal po převratu v roce 1989, kdy litoměřičtí biskupové personálně obnovovali kapitulu. K největšímu doplnění v počtu kanovníků došlo 12. února 2011, kdy biskup Jan Baxant instaloval 9 nově jmenovaných kanovníků (z toho 5 sídelních a 4 čestné).
Při nešporách na svátek sv. Václava 28. září 2024 uvedl biskup Stanislav Přibyl do svatoštěpánské kapituly čtyři nové kanovníky – dva sídelní a dva čestné. Za sídelního kanovníka byl instalován generální vikář Radek Jurnečka a farář z Bělé pod Bezdězem Kamil Škoda. Čestným kanovníkem se stal Holger Kruschina z řezenské diecéze a Śćěpan Delan z drážďansko míšeňské.

## Bývalí kanovníci kolegiátní kapituly (1057–1655)

### Bývalí probošti kolegiátní kapituly
1. Lanc (Lanco, Lanczo) (probošt v letech 1057–1075, kdy zemřel)
2. Ondřej z Doubravice (probošt v letech 1075–1094, kdy rezignoval, stal se biskupem olomouckým)
3. Letoslav ze Švábenic (probošt v letech 1094–1125, kdy zemřel)
4. Beneda (probošt v letech 1125–1139, kdy zemřel)
5. Šebestián (probošt v letech 1139–1146, kdy zemřel)
6. Hroznata (probošt v letech 1146–1157, kdy zemřel)
7. Domicilián (probošt v letech 1157–1169, kdy údajně zemřel)
8. Martin (probošt v letech 1169–1174, kdy údajně rezignoval, stal se svatovítským proboštem)
9. Dobromír (probošt v letech 1175?–1185, kdy zemřel)
10. Radosta, též Adrastus (probošt v letech 1185–1206, kdy údajně zemřel)
11. Burchard (probošt v letech 1206–1217, kdy rezignoval, stal se 22. pražským biskupem)
12. Benedikt (probošt v letech 1217–1225, kdy zemřel)
13. Heřman (probošt v letech 1226–1254, kdy zemřel)
14. Herbord, též Eberhart (probošt v letech 1254–1270, kdy zemřel)
15. Konrád (probošt v letech 1270–1301, kdy zemřel)
16. Samuel Prusinovský z Víckova (probošt v letech 1301–1316, kdy zemřel)
17. Vojtěch z Dubé (probošt v letech 1318–1321, kdy zemřel)
18. Jindřich ze Šumburku (probošt v letech 1321 – před rokem 1341, datum úmrtí nejisté)
19. Timotej Pluh z Rabštejna (probošt, před 1341–1347, kdy rezignoval, odešel do papežské kurie)
20. Bohuslav z Pardubic (probošt v letech 1347–1358, kdy zemřel)
21. Jan z Hakenbornu (probošt v letech 1358–1362, kdy rezignoval)
22. Jan Jindřichův z Kamýku (probošt v letech 1362–1368, kdy rezignoval)
23. Jindřich z Hakenbrunnu (probošt v letech 1368–1396, kdy rezignoval)
24. Vlachník Krabice z Veitmile (probošt v letech 1396–1398, kdy rezignoval, stal se staroboleslavským proboštem)
25. Vilém Zajíc z Házmburka (probošt v letech 1398–1406, kdy zemřel)
26. Jan Czam, též Jan z Lucemburska (probošt v letech 1407–1415, kdy údajně zemřel)
27. Zikmund z Budějovic (probošt v letech 1418–1420, kdy rezignoval, stal se mělnickým proboštem)
28. Zdislav ze Zvířetic (probošt v letech 1421–1421 – vyhnán husity 14. února 1421)
29. Zikmund z Michalovic (probošt po roce 1421 – před 1435)
30. Konrád (probošt od roku 1435 – před 1443)
31. Jakub z Nymburka (probošt v letech 1443–1446, kdy zemřel)
32. Jan Pluh z Rabštejna (probošt v letech 1447–1453, kdy rezignoval, stal se vyšehradským proboštem)
33. Jan Papoušek ze Soběslavi (probošt v letech 1453–1455, kdy zemřel)
34. Benedikt z Valdštejna (probošt v letech 1455–1485, rezignoval, stal se biskupem kamínským)
35. Jiří Haller (probošt v letech 1485–1490, kdy zemřel)
36. Jan z Vartenberka (probošt v letech 1490–1508, kdy zemřel)
37. Jan Žák (kapitulní děkan v letech 1490–1508, probošt v letech 1508–1534, kdy zemřel)
38. Johann Fabri, též Jan Fabri (probošt v letech 1534–1541, kdy zemřel)
39. Jan Horák-Hasenberger, též Jan Horák Házmburský nebo Jan Horacius (probošt v letech 1542–1551)
40. Kašpar z Logau (zvaný von Logau, Logus) (probošt v letech 1551–1562, rezignoval, novovídeňský a poté vratislavský biskup)
41. Vilém Prusinovský z Víckova (probošt v letech 1562–1565, rezignoval, stal se biskupem olomouckým)
42. Matouš Cythardus (zvaný Sittard) (probošt v roce 1566, kdy zemřel)
43. Marek z Kytlice (probošt v letech 1567–1579, kdy zemřel)
44. Wolfgang Pistorius (zvaný Pekař) (probošt v letech 1580–1586, kdy zemřel)
45. Ludvík Švihovský z Rýzmburku (probošt v letech 1586–1587, kdy zemřel)
46. Zbyněk Berka z Dubé a Lipé (probošt v letech 1587–1594, rezignoval, stal se pražským arcibiskupem)
47. František baron z Dietrichsteinu (probošt v letech 1594–1598, rezignoval, stal se biskupem olomouckým)
48. Jakob Chimarrhäus z Roermundu (probošt v letech 1599–1614, kdy zemřel)
49. Daniel Uher z Jenčic (probošt v letech 1614–1617, kdy zemřel)
50. Jan Sixt z Lerchenfelsu (probošt v letech 1617 – 3. listopadu 1629, kdy zemřel)
51. Jan Ctibor Kotva z Freifelsu (probošt v letech 1629 – 29. září 1637, kdy zemřel)
52. Maximilian Rudolf baron ze Schleinitz (probošt, v letech 1637–1655, změna postavení 1. biskup litoměřický.

Funkce probošta zanikla v roce 1655, obnovena byla až v roce 1907.

### Probošti litoměřické kapituly v přehledu
na stránce: Seznam proboštů litoměřické kapituly

### Děkani litoměřické kapituly
na stránce: Děkan litoměřické kapituly

### Bývalí kanovníci a jiní členové kolegiátní kapituly
- Jakub (první proboštský vikář; obročí založené Timotejem Pluhem z Rabštejna od 1. října 1347)
- Pešík (proboštský vikář; v roce 1380 jmenován farářem-plebánem v litoměřickém farním kostele sv. Jiří)
- Tomášek (sídelní kanovník v období 25. probošta, tj. v letech 1398–1406)
- Řehoř (sídelní kanovník v období 25. probošta, tj. v letech 1398–1406)
- Mgr. Jan Herold (sídelní kanovník v letech 1584–1589)
- L. Hoffmann (sídelní kanovník kolem roku 1614)
- Elias Ignatius Kestenbrod (kanovník kolem roku 1652, sídlil v Benešově nad Ploučnicí)
- Joannes Henricus Beck de Mungau (kanovník kolem roku 1654, sídlil v Benešově nad Ploučnicí)
- Baltazar Pietsch (sídelní kanovník, kapitulní vikář do roku 1662)

## Bývalí kanovníci katedrální kapituly (od roku 1655 do současnosti)

### Sídelní kanovníci
- Seznam zesnulých sídelních kanovníků litoměřické katedrální kapituly; řazeno podle data konce kanonikátu

### Čestní kanovníci
- Seznam zesnulých čestných kanovníků litoměřické katedrální kapituly; řazeno podle data konce kanonikátu

## Současní kanovníci

### Sídelní kanovníci
- probošt a kanovník königseggiánský I. – ICLic., Mgr. Józef Szeliga[7] (narozen 2. února 1966, na kněze vysvěcen 11. června 1992), děkan v Litoměřicích, sídelním kanovníkem od 12. února 2011, proboštem od 3. dubna 2024)
- kanovník svatoštěpánský II. – Mgr. Jiří Hladík OCr (farář farnosti u sv. Štěpána v Litoměřicích, sídelním kanovníkem od 11. dubna 1995, proboštem od 14. února 2011 do 14. března 2024, poté kanovník senior)
- kanovník královský – Karel Havelka (narozen 20. května 1953, farář v Žitenicích, sídelním kanovníkem od 1. září 1998, proboštem od 1. září 1998 do roku 2011, děkanem kapituly od 14. února 2014)
- kanovník königseggiánský II. – Mgr. Rudolf Repka[7] (narozen 23. června 1972, na kněze vysvěcen 8. května 1998, administrátor ve Cvikově, sídelním kanovníkem od 12. února 2011)
- kanovník hilleánský – ICLic., Mgr. Martin Davídek[7] (narozen 31. prosince 1966, na kněze vysvěcen 29. června 2002, tč. farní vikář ve farnosti děkanství u Všech Svatých Litoměřice, sídelním kanovníkem od 12. února 2011)

### Emeritní kanovníci
- emeritní kanovník cejnoviánský – Werner Horák (narozen v roce 1944, děkan v Lounech, sídelním kanovníkem od 8. prosince 2007)
- emeritní kanovník schleinitziánský – Václav Vlasák[7] (narozen 23. května 1946, na kněze vysvěcen 22. června 1979, děkan v Turnově, sídelním kanovníkem od 12. února 2011)

### Čestní kanovníci
- Mgr. Grzegorz Czerny[7] (narozen 15. července 1972, na kněze vysvěcen 13. května 2000, administrátor v Litvínově, čestným kanovníkem od 12. února 2011)
- Viliam Matějka[7] (narozen 30. června 1961, na kněze vysvěcen v roce 1986, děkan v České Lípě, čestným kanovníkem od 12. února 2011)
- Miroslav Šimáček[7] (narozen 10. května 1951, na kněze vysvěcen v roce 1976, arciděkan v Ústí nad Labem, čestným kanovníkem od 12. února 2011)